# Antonio Zequila
Antonio Zequila (Atrani, 1º gennaio 1964) è un attore e personaggio televisivo italiano.

## Biografia
Attore cinematografico e di fotoromanzi, ha interpretato ruoli in film quali Delizia (1986), Sapore di donna (1990), Omicidio al telefono (1995), Legittima vendetta (1995), Prigionieri di un incubo (2001) e Parentesi tonde (2005). In televisione ha recitato per un breve periodo nella soap opera CentoVetrine e per le fiction College, Il maresciallo Rocca e Carabinieri.
Fa anche alcune apparizioni teatrali, tra cui nel 1991 nell'opera pirandelliana Sei personaggi in cerca d'autore, per la regia di Franco Zeffirelli (con protagonista Enrico Maria Salerno), e Giovanna d'Arco. In televisione è stato invece ospite di programmi quali Buona Domenica, Passaparola e Ci vediamo in TV.
Ha partecipato nel 2005 alla terza edizione del reality show L'isola dei famosi, venendo eliminato nel corso dell'ottava puntata.
A seguito della popolarità ottenuta grazie alla partecipazione al reality e alle vicende collegate, nel 2006 è stato il testimonial di diversi spot pubblicitari relativi a prodotti di abbigliamento e suonerie per telefoni cellulari. 
Il 22 gennaio 2006 partecipa a una puntata di Domenica in nella quale ha una accesa lite con Adriano Pappalardo, tale anche da far perdere a Mara Venier la conduzione del programma. Nel 2006 è uscito il suo primo disco, Senza di te. 
Nel 2011 partecipa al nuovo reality show Uman - Take Control!, senza però aver mai avuto la possibilità di entrare in gioco con gli altri concorrenti. Nel 2017 il regista Eros Puglielli lo sceglie per interpretare un ruolo nella fiction ll bello delle donne... alcuni anni dopo. 
Nel 2020 entra nella casa del Grande Fratello VIP per partecipare alla quarta edizione e viene eliminato durante la semifinale.
Diciassette anni dopo l'ultima partecipazione, nel marzo 2022 torna nuovamente a L'isola dei famosi, facendo coppia con Floriana Secondi. Zequilla viene eliminato alla 4ª puntata contro Floriana, abbandonando per primo l'Honduras e facendo ritorno in Italia.

## Politica
Nel 2015 si è candidato alle elezioni per il rinnovo del consiglio regionale della Campania nelle liste di Forza Italia, non risultando, però, eletto.

## Filmografia

### Cinema
- Delizia, regia di Joe D'Amato (1986)
- Ternosecco, regia di Giancarlo Giannini (1987)
- Intrigo d'amore, regia di Mario Gariazzo (1988)
- Cenere negli occhi, regia di Claudio Del Punta – cortometraggio (1988)
- Tradita a morte, regia di Pasquale Fanetti (1989)
- L'amante scomoda, regia di Luigi Russo (1989)
- Sapore di donna, regia di Mario Gariazzo (1990)
- Belle da morire, regia di Riccardo Sesani (1992)
- L'angelo con la pistola, regia di Damiano Damiani (1992)
- Attrazione pericolosa, regia di Bruno Mattei (1993)
- Gatta alla pari, regia di Gianni Cozzolino e Bruno Mattei (1993)
- Il burattinaio, regia di Ninì Grassia (1994)
- Gli occhi dentro, regia di Bruno Mattei (1994)
- Un grande amore, regia di Ninì Grassia e Bruno Mattei (1994)
- Innamorata, regia di Ninì Grassia e Bruno Mattei (1995)
- L'intesa, regia di Antonio D'Agostino (1995)
- Omicidio al telefono, regia di Bruno Mattei (1995)
- Legittima vendetta, regia di Bruno Mattei (1995)
- Senso proibito, regia di Tani Capa (1995)
- Ljuba - Corpo e anima, regia di Bruno Mattei (1997)
- Stringimi forte i polsi, episodio di Corti circuiti erotici, regia di Walter Martyn Cabell (1999)
- Hammamet Village, regia di Ninì Grassia (inedito)
- Prigionieri di un incubo, regia di Franco Salvia (2001)
- Come sinfonia, regia di Ninì Grassia (2002)
- Belle da morire 2, regia di Bruno Mattei (2005)
- Parentesi tonde, regia di Michele Lunella (2006)
- Violent Shit: The Movie, regia di Luigi Pastore (2015)
- Donne e donne, regia di Minuta Gabura (2020)
- L'uomo dalla mente oscura, regia di Gionatan Valenti (2023)

### Televisione
- College – serie TV, episodio 1x05 (1990)
- Il prezzo del denaro – film TV (1995)[20]
- Il maresciallo Rocca – serie TV, episodi 1x03-1x07 (1996)
- CentoVetrine – soap opera (2002; 2011)
- Un posto al sole – soap opera (2002)
- Valeria medico legale – serie TV, episodio 2x01 (2002)
- Carabinieri – serie TV, 4 episodi (2002; 2006)
- Il bello delle donne... alcuni anni dopo, regia di Eros Puglielli – miniserie TV (2017)

## Teatro
- Giovanna D'Arco (Una tragedia elementare), di Emilio Isgrò, regia di Memè Perlini (1990)
- Sei personaggi in cerca d'autore, di Luigi Pirandello, regia di Franco Zeffirelli (1991)

## Programmi televisivi
- Primadonna (Italia 1, 1991) – Ballerino
- L'isola dei famosi (Rai 2, 2005 - Canale 5, 2022) – Concorrente
- Domenica in... TV (Rai 1, 2005-2006)
- Uman - Take Control! (Italia 1, 2011) – Concorrente
- Grande Fratello VIP 4 (Canale 5, 2020) – Concorrente
- Ricaduta libera (Canale 5, 2020) – Concorrente
- Guess My Age - Indovina l'età (TV8, 2020) – Concorrente
- La pupa e il secchione (Italia 1, 2021) – Ospite

## Discografia

### Album in studio
- 2006 – Senza di te
- 2012 – Le donne

### Singoli
- 2006 – Senza di te
- 2006 – Zequila boom boom
- 2008 – Noi due insieme
- 2009 – Voglio farmi l'avventura

## Opere
- Il pescatore di Amalfi, collana Storie di vita, Viola Editrice, 2016, ISBN 978-88-98866-41-0.
- Gli alberi di Giovanni, Rossini editore, 2023, ISBN 979-12-5969-239-9.